# Isamu Sonoda
Isamu Sonoda, jap. 園田 勇 (ur. 4 listopada 1946 w Yanagawie) – japoński judoka wagi średniej (do 80 kg); brat judoki Yoshio Sonody.
W Montrealu w 1976 został mistrzem olimpijskim, pokonując w finale reprezentanta Związku Radzieckiego Walerija Dwojnikowa. Do jego osiągnięć należą również dwa medale mistrzostw świata – złoty (Meksyk 1969) i srebrny (Lozanna 1973). W 1967 w Tokio zdobył tytuł mistrza uniwersjady. Wywalczył także dwanaście medali mistrzostw Japonii: pięć złotych (1969, 1970, 1976, 1977), trzy srebrne (1968, 1975, 1978) oraz cztery brązowe (1969, 1970, 1971, 1974).

## Letnie Igrzyska Olimpijskie 1976
| Konkurencja | Eliminacje           | Eliminacje           | Eliminacje              | Finały                | Finały                    | Klas. końcowa |
| Konkurencja | Przeciwnik I         | Przeciwnik II        | Przeciwnik III          | Półfinał              | Finał                     | Miejsce       |
| ----------- | -------------------- | -------------------- | ----------------------- | --------------------- | ------------------------- | ------------- |
| 80 kg       | Paul Buganey (AUS) Z | Jong In-chol (PRK) Z | Park Young-chul (KOR) Z | Fred Marhenke (FRG) Z | Walerij Dwojnikow (USR) Z | 1.            |